# Cucujomyces elegantissimus
Cucujomyces elegantissimus är en svampart som först beskrevs av Speg., och fick sitt nu gällande namn av Roland Thaxter 1931. Cucujomyces elegantissimus ingår i släktet Cucujomyces och familjen Laboulbeniaceae.   Inga underarter finns listade i Catalogue of Life.